# Macskanyávogás-szindróma
A Lejeune-szindrómának is nevezett Cri du chat szindrómát (vagy a magyarul még mindig gyakran használt kifejezéssel macskanyávogásos betegséget) 1963-ban ismerte fel Jérôme Lejeune. A szindrómáért az 5. kromoszóma rövid karján található törés a felelős.
Nevét a szindrómával járó gégefejlődési rendellenességből adódó magas, vékony síráshangról kapta.
A kariotípusban jól látható az 5-ös kromoszóma rövid karjának deléciója, ami azt jelenti, hogy ennek a kromoszómának egy darabja törlődik, hiányzik egy véletlen mutáció miatt. Ez a hiány olyan génszakaszokat érint, ami miatt a betegség típusos tünetei mutatkoznak: speciális síráshang, jellegzetes arcszerkezet, szellemi elmaradottság stb. Maga a mutáció véletlenszerűen következik be az ivarsejtek képződése során (petesejt és spermiumok érése), az esetek kis százalékában viszont már valamilyen formában a szülői kromoszómán is jelen van. Hangsúlyozni kell viszont, hogy erről a szülők egyáltalán nem tehetnek, ugyanis ezek a mutációk teljesen véletlenszerűen következnek be! 
A betegség születéskori gyakorisága 1:50 000-hez. Társult betegségek hiányában és jó immunrendszerrel az érintettek élethossza átlagos.

## Jellemzői
A Cri du chat szindróma jellemzői a normál terhesség ellenére kisebb súllyal születés és a megkésett fejlődés. Az átlagosnál gyakrabban fordulhatnak elő szív- és légzési problémák, gyakoriak a vírusos és egyéb fertőző megbetegedések. Az evés, szívás, rágás is nehézséget okozhat, az emésztési problémák közül a leggyakoribb a székrekedés. Mozgás- és értelmi fejlődésük megkésett, beszédfejlődésük lassú vagy elakad. Testi fejlődésük elmarad az átlagostól, jellemző a hypotonia (laza izomzat). Ortopédiai problémák, gerincferdülés, a láb és járás rendellenességei gyakoriak.

## Fejlesztés
A Cri du chat szindrómás gyermekek egyénenkénti fejlődésmenete rendkívül nagy szórást mutat: az átlagosat megközelítőtől a súlyos esetekig. A fejlődés nagyban függ más rendellenességek, betegségek meglététől és a mielőbb megkezdett fejlesztéstől. A fejlesztést, amilyen korán csak lehetséges, meg kell kezdeni, így sokkal magasabb szintre juthat el a gyermek.
Német felmérések és kimutatások szerint
- 1 éves kor alatt elkezdett fejlesztés esetén az intelligenciahányadosuk 30 és 90 között mozog, de a legtöbb esetben 65-70.
- 1 és 3 éves kor között elkezdett fejlesztésnél az IQ 15 és 85 között mozog, de legtöbb esetben 50 körüli.
- 3 év felett elkezdett fejlesztés esetén az IQ 10-75 körül változik, de legtöbb esetben 35.